# Moroeni
Moroeni é uma comuna romena localizada no distrito de Dâmboviţa, na região de Muntênia. A comuna possui uma área de 287.39 km² e sua população era de 5222 habitantes segundo o censo de 2007.